# Martin Jensen (Triathlet)
Martin Barner Jensen (* 2. Oktober 1983 in Støvring) ist ein ehemaliger dänischer Triathlet. Er ist Ironman-Sieger (2013) und Vize-Weltmeister auf der Triathlon-Langdistanz (2015).

## Werdegang
Nachdem er einige Jahre im Schwimmsport aktiv gewesen war, begann Martin Jensen 2006 mit Triathlon.
2008 wurde er Dritter bei der Triathlon-Weltmeisterschaft über die Langdistanz (3 km Schwimmen, 80 km Radfahren und 20 km Laufen) und er konnte diesen Erfolg 2009 in Perth wiederholen.

Im Mai 2013 wurde er in Barcelona Vize-Europameister auf der Triathlon-Mitteldistanz und im August gewann er den Ironman Japan.

### Vize-Weltmeister Triathlon Langdistanz 2015
Im Juni 2015 wurde er in Schweden Triathlon-Vize-Weltmeister auf der Langdistanz.
Martin Jensen startet zusammen mit Camilla Pedersen und Henrik Hyldelund im dänischen Fusion-Team.
Auch seine ältere Schwester Line Jensen (* 1981) war als Triathletin aktiv. Seit 2015 tritt er nicht mehr international in Erscheinung.
Martin Jensen lebt mit seiner Partnerin  in seinem Geburtsort Støvring.

## Sportliche Erfolge
| Datum/Jahr    | Rang | Wettbewerb                                           | Austragungsort | Zeit     | Bemerkung                                                                       |
| ------------- | ---- | ---------------------------------------------------- | -------------- | -------- | ------------------------------------------------------------------------------- |
| 27. Feb. 2015 | 5    | Challenge Dubai                                      | Dubai          | 03:47:19 | beim ersten Rennen der „Challenge Triple-Crown-Serie“                           |
| 21. Juli 2013 | 1    | Ironman 70.3 Racine                                  | Racine         | 03:47:05 |                                                                                 |
| 19. Mai 2013  | 2    | ETU Middle Distance Triathlon European Championships | Barcelona      | 04:11:12 | Vize-Europameister auf der Mitteldistanz im Rahmen der Half Challenge Barcelona |
| 2. Okt. 2011  | 3    | Challenge Barcelona-Maresme                          | Barcelona      |          | Dritter auf der Halbdistanz                                                     |
| 3. Juli 2011  | 2    | Challenge Aarhus                                     | Aarhus         | 03:49:10 | [ 2 ]                                                                           |
| 19. Juni 2011 | 3    | UK Ironman 70.3                                      | Somerset       | 04:27:18 |                                                                                 |
| 1. Mai 2011   | 2    | Challenge Fuerteventura                              | Fuerteventura  |          | Zweiter bei der Erstaustragung hinter Rasmus Henning                            |

| Datum/Jahr    | Rang | Wettbewerb                                         | Austragungsort  | Zeit     | Bemerkung                                                                               |
| ------------- | ---- | -------------------------------------------------- | --------------- | -------- | --------------------------------------------------------------------------------------- |
| 27. Juni 2015 | 2    | ITU Long Distance Triathlon World Championships    | Motala          | 04:54:45 | Triathlon-Vize-Weltmeister auf der Langdistanz                                          |
| 31. Aug. 2013 | 1    | Ironman Japan                                      | Hokkaidō        | 08:47:53 | [ 3 ]                                                                                   |
| 20. Nov. 2011 | DNF  | Ironman Arizona                                    | Tempe           | –        |                                                                                         |
| 29. Aug. 2010 | 2    | Ironman Louisville                                 | Louisville      | 08:41:54 | Zweiter hinter dem Australier Paul Ambrose                                              |
| 1. Aug. 2010  | DNF  | ITU Long Distance Triathlon World Championships    | Immenstadt      | –        | bei der Langdistanz-Weltmeisterschaft                                                   |
| 26. Juni 2010 | 2    | ETU Long Distance Triathlon European Championships | Vitoria-Gasteiz | 05:37:00 | Vize-Europameister auf der Langdistanz (4 km Schwimmen, 120 km Radfahren, 30 km Laufen) |
| 25. Okt. 2009 | 3    | ITU Long Distance Triathlon World Championships    | Perth           | 03:49:33 | Dritter bei der Weltmeisterschaft (3 km Schwimmen, 80 km Radfahren und 20 km Laufen)    |
| 2008          | 3    | ITU Long Distance Triathlon World Championships    | Almere          | 05:46:59 |                                                                                         |

(DNF = Did Not Finish)